# Quỳnh An, Hưng Yên
Quỳnh An là một xã thuộc tỉnh Hưng Yên, Việt Nam.

## Địa lý
Xã Quỳnh An nằm ở phía nam của tỉnh Hưng Yên, có vị trí địa lý:
- Phía bắc giáp xã Quỳnh Phụ và xã Đồng Bằng.
- Phía đông giáp xã Phụ Dực và xã Tân Tiến.
- Phía nam giáp các xã Đông Hưng và xã Bắc Đông Hưng.
- Phía tây giáp các xã Nguyễn Du và xã Bắc Tiên Hưng.

## Lịch sử
Ngày 16 tháng 6 năm 2025, Ủy ban Thường vụ Quốc hội ban hành Nghị quyết số 1666/NQ-UBTVQH15 về việc sắp xếp các đơn vị hành chính cấp xã của tỉnh Hưng Yên năm 2025. Theo đó, sắp xếp toàn bộ diện tích tự nhiên, quy mô dân số của các xã Trang Bảo Xá, An Vinh và Đông Hải thành xã mới có tên gọi là xã Quỳnh An.